# El patio de mi cárcel
El patio de mi cárcel es una película española dirigida por Belén Macías. Participó en la sección oficial del Festival Internacional de Cine de San Sebastián del año 2008.

## Argumento
El patio de mi cárcel es una historia de cinco reclusas mujeres. Mujeres presas, excluidas. 
Está basada e inspirada en el grupo de teatro Yeses , formado en la cárcel de Yeserias en 1985 y que aún sigue activo . Su directora es Elena Cánovas Vacas , interpretada por Candela Peña en la película .
Isa  (  Echegui), una atracadora, ácida y generosa, incapaz de adaptarse a la vida fuera de la cárcel. Y de su grupo de amigas: Dolores (Ana Wagener), una gitana rubia que ha matado al marido; Rosa (Violeta Pérez), una frágil y tierna prostituta; Ajo (Natalia Mateo), una chica enamorada de Pilar (Ledicia Sola) que vivirá su amor hasta el límite de lo soportable; Luisa (Tatiana Astengo), una cándida colombiana sorprendida por un entorno que no comprende…
La llegada de Mar (Candela Peña), una funcionaria de prisiones que no se adapta a las normas de la institución, supondrá para esas mujeres el inicio de un vuelo hacia la libertad. Con la ayuda de Adela, la directora de la prisión, crearán Módulo 4, el grupo de teatro que las llenará de fuerza para encarar el "mal bajío" con el que llegaron al mundo.

## Reparto
| Intérprete              | Personaje                |
| ----------------------- | ------------------------ |
| Candela Peña            | Mar                      |
| Verónica Echegui        | Isa                      |
| Ana Wagener             | Dolores                  |
| Violeta Pérez           | Rosa                     |
| Natalia Mateo           | Ajo                      |
| Maria Pau Pigem         | Maika                    |
| Tatiana Astengo         | Luisa                    |
| Ledicia Sola            | Pilar                    |
| Blanca Apilánez         | Cristina                 |
| Susi Sánchez            | Funcionaria de prisiones |
| Blanca Portillo         | Adela                    |
| Patricia Reyes Spíndola | Aurora                   |
| Luis Callejo            | Sergio                   |
| Rubén Ochandiano        | Atracador                |
| Francisco Boira         |                          |
| Raúl Arévalo            | Poeta                    |
| Pepa Aniorte            | Francisca                |
| Ángel Baena             | Ramón                    |
| Isidra Cabezuelo        | Esther                   |
| Mariana Carballal       | Rocío                    |
| Vicky Castillo          | Susana                   |
| Cristina Cobaleda       | Madre Luisa              |
| Inmaculada Cordero      | Amiga Maika              |
| Concha Delgado          | Actriz módulo 4          |
| Angie Dicuasa           | Rosi                     |
| Tamara Domínguez        | Actriz Módulo 4          |
| Laura Fernández         | María 8 años             |
| Esther García           | Programadora             |
| Alejandro García        | Hijo Merche              |
| Montse Germán           | Lucía la abogada         |
| Raúl Jiménez            | Jere                     |
| Coral Martín Salán      | María 4 años             |
| Nuria Mencía            | Teresa                   |
| Manuel Monteagudo       | Empleado banco           |
| Christian del Moral     | Niño cárcel              |
| José Manuel Muñoz       | Diego                    |
| Carlos Olalla           | Médico                   |
| Diego Pajuelo           | Guardia Civil            |
| Raquel Pérez            | Madre niño               |
| Sergio Pineda           | Lucas                    |
| Ana Sáez                | Abuela banco             |
| Siobhan Sheehan         | Amiga Maika              |
| Óscar Zafra             | Javier                   |
| Adriana Ugarte          | Alejandra                |
| Amparo Vega León        | Madre Ajo                |
| Eduardo Velasco         | Marido Pilar             |
| Valentina Vivas         | Actriz Módulo 4          |
| Lola Cardona            | Julia                    |
| Luis Escobar            | Luis Escobar             |
| Mayra Gómez Kemp        | Mayra Gómez Kemp         |
| Pitita Ridruejo         | Pitita Ridruejo          |
| Vanessa Terkes          |                          |
| Verónica Barberis       | Presa                    |